# Oliver Binder
Oliver Binder (* 28. Mai 1985 in Wien) ist ein österreichischer Volleyball-Nationalspieler.
Binder wechselte im Jahr 2007 von seinem Stammverein SVS Sokol, bei dem er als Achtjähriger mit dem Volleyballspiel begonnen hatte, zu den hotVolleys, musste sich aber meist mit der Reservistenrolle zufriedengeben, bis die Wiener ab dem Jahr 2010 vermehrt auf Österreicher setzten. Binder gilt als ruhiger, zuverlässiger Spielertyp, was eine gute Voraussetzung für seine Position als Spielgestalter darstellt. Mit den hotVolleys holte Binder 2008 den Meistertitel und 2009 den Cupsieg.
Nach der Heim-EM 2011 in Österreich und Tschechien, bei der die Gastgeber mit Binder als Stamm-Aufspieler nach drei Niederlagen in der Vorrunde ausschieden, war Binder vereinslos, ehe er erneut bei den hotVolleys anheuerte. Im Sommer 2012 wechselte Binder gemeinsam mit seinem Nationalteam-Kollegen Philip Ichovski in die deutsche Liga zu Chemie Volley Mitteldeutschland. Ein Jahr später kehrte er wieder zurück nach Österreich zu SK Posojilnica Aich/Dob.